# Nino Giglio
Nino Giglio, talvolta menzionato con il nome anagrafico Antonio Giglio (1912 – Imperia, Luglio 1986), è stato un partigiano e giornalista italiano.

## Biografia
Chiamato a svolgere il servizio militare, giunse in Valle d'Aosta come sottotenente degli Alpini. Dopo un periodo in Montenegro, tornò in Italia e prese parte all'offensiva del fronte occidentale, partecipando alla battaglia del Colle del Piccolo San Bernardo. 

### Adesione alla Resistenza
Dopo l'8 settembre aderì subito alla Resistenza e prese parte all'occupazione della Valle di Cogne, come attesta lo storico Roberto Nicco: 
Nel movimento di liberazione sviluppò un suo pensiero, che lo portò ad assumere una posizione distante dalla sinistra. Diventato giornalista, fu prima corrispondente dalla Valle d'Aosta, poi redattore a Torino del quotidiano "Il Popolo Nuovo". In seguito passò alla "Gazzetta del Popolo", prima come redattore, poi come inviato speciale.

### Il caso K2
Giglio fu coinvolto nel Caso K2. Sulla Nuova Gazzetta del Popolo il 26 luglio e il 1º agosto 1964 furono pubblicati due articoli a firma di Nino Giglio che formulavano pesanti accuse contro Bonatti, tre anni dopo che era uscita l'autobiografia di Bonatti Le mie montagne, nella quale l'alpinista dedicava un capitolo al racconto degli eventi del K2.
A seguito di quegli articoli, Bonatti fece causa per diffamazione contro il giornalista.
Bonatti vinse il processo e donò l'indennizzo a un'associazione caritatevole. Il 5 marzo 1967 Nino Giglio dovette pubblicare un articolo di smentita.

## Riconoscimenti
Per i suoi articoli sulla Valle d'Aosta e sulle guide alpine valdostane in particolare ricevette il premio di giornalismo Saint-Vincent negli anni 1956 e 1959.